# 吉岡幹夫
吉岡 幹夫（よしおか みきお、1963年〈昭和38年〉7月14日 - ）は、日本の国土交通技官。

## 来歴
神奈川県出身。1986年（昭和61年）3月、東京大学工学部都市工学科を卒業。同年4月、建設省へ入省。
道路行政を中心に携わり、道路局企画課課長補佐、関東地方整備局相武国道事務所長、道路局企画課企画専門官、同局国道・防災課技術企画官、同局企画課道路計画調整官、同局企画課道路事業調整官、同局企画課道路経済調査室長、同局高速道路課長、同局企画課長、北陸地方整備局長などを歴任。
2020年（令和2年）8月1日、国土交通省道路局長に就任。
2021年（令和3年）7月1日、技監に就任。
2024年（令和6年）7月1日、国土交通事務次官に就任。2025年（令和7年）7月1日、辞職。

## 年譜
- 1986年（昭和61年）
  - 03月 - 東京大学工学部都市工学科卒業[1]
  - 04月 - 建設省入省[1]
- 1998年（平成10年）03月 - 建設省道路局企画課課長補佐[1]
- 2003年（平成15年）04月 - 国土交通省関東地方整備局相武国道事務所長[1]
- 2005年（平成17年）04月 - 国土交通省道路局企画課企画専門官[1]
- 2008年（平成20年）07月 - 国土交通省道路局国道・防災課技術企画官[1]
- 2009年（平成21年）
  - 04月 - 国土交通省道路局企画課道路計画調整官[1]
  - 08月 - 国土交通省道路局企画課道路事業調整官[1]
- 2011年（平成23年）01月 - 国土交通省道路局企画課道路経済調査室長[1]
- 2014年（平成26年）10月 - 国土交通省道路局高速道路課長[1][8]
- 2016年（平成28年）06月21日 - 国土交通省道路局企画課長[1][9]
- 2018年（平成30年）07月31日 - 国土交通省北陸地方整備局長[1][10]
- 2020年（令和2年）08月01日 - 国土交通省道路局長[5][11]
- 2021年（令和3年）07月01日 - 技監[4][12]
- 2024年（令和6年）07月01日 - 国土交通事務次官[2]
- 2025年（令和7年）07月01日 - 辞職[3]